# 京都大学大学院農学研究科・農学部
京都大学大学院農学研究科（きょうとだいがくだいがくいんのうがくけんきゅうか、英: Graduate School of Agricultural Science）は、京都大学の大学院に設置される研究科の一つである。また、京都大学農学部（きょうとだいがくのうがくぶ、英: School of Agriculture）は、京都大学に設置される学部の一つである。

## 概要
京都大学農学部は、1924年に京都帝国大学に設置された学部である。1949年の新制京都大学発足。
1948年に大学院農学研究科が設置された。生物の産業科学である農学の研究・教育を行っている。
農学部・農学研究科は吉田キャンパス北部構内に農学部総合館（英: Faculty of Agriculture main Bldg.）農薬系研究室本館、農学研究科2号館、旧演習林事務室（四明会事務局）、農学・生命科学研究棟（英: Graduate School of Agriculture / Graduate School of Biostudies Bldg.）旧農業簿記研究施設をもつ。
そして宇治地区（宇治キャンパス）に地区研究所本館、農学専攻温室、生体機能研究棟、新食品素材製造実験室、農学研究科倉庫をもつ。
2016年4月に、吉田キャンパス北部構内と大阪府高槻市にあった附属農場が木津川市に統合移転した。

## 沿革
- 1921年（大正10年） 京都府北桑田郡知井村に芦生演習林を開設。
- 1923年（大正12年）年11月 京都帝国大学に農学部を設置。
- 1924年4月 農作園芸学科（後の農学科）、林学科、農林化学科、農林生物学科、農林工学科および農林経済学科の6学科によって発足。また附属農場、附属演習林を設置。農学と林学にもそれぞれ渡る化学や工学、経済学、生物学分野については同じ学科区分くくりにした。
- 1925年（大正14年） 農林園芸学科を農学科に改称。
- 1926年（大正15年）、和歌山県有田郡八幡村に和歌山演習林、京都市上京区上賀茂に演習林上賀茂試験地を設置。
- 1928年（昭和3年） 大阪府三島郡磐手村大字安満に摂津農場を開設。
- 1929年（昭和4年） 大阪府三島郡磐手村大字古曾部に摂津農場古曾部園芸場を開設。
- 1931年（昭和6年） 徳山市笹葉ケ丘に徳山砂防演習地設置。
- 1937年（昭和12年） 和歌山県西牟婁郡串本町に大島植物試験地設置。
- 1942年（昭和17年） 旧徳山砂防演習地に演習林徳山試験地を設置。
- 1948年（昭和23年） 新制京都大学に大学院が設置されるに伴い、農学研究科は農学専攻、林学専攻、農芸化学専攻、農林生物学専攻、農業工学専攻、農林経済学専攻、水産学専攻を擁して発足。
- 1949年（昭和24年） 北海道白糠郡白糠村に北海道演習林標茶経営区を設置。
- 1958年（昭和33年） 附属簿記研究施設を開設。
- 1959年（昭和34年） 京都府乙訓郡向日町に農業植物試験所を開設。
- 1960年（昭和35年） 京都府船井郡丹波町に高原畜産試験牧場を開設。
- 1961年（昭和36年） 農場機構の改正により、摂津農場を本場、古曾部園芸場を古曾部温室部と改称。
- 1963年（昭和38年） 附属農薬研究施設を設置。
- 1967年（昭和42年） 附属亜熱帯植物実験所を設置（旧大島植物試験地）。
- 1972年（昭和47年） 舞鶴市字長浜に附属水産実験所設置。
- 1974年（昭和49年） 旧高原畜産試験牧場に附属牧場設置。
- 1981年（昭和56年） 熱帯農学専攻が設置されるに至り、農学部が10学科、農学研究科が11専攻の教育研究体制になる。
- 1982年（昭和57年） 附属生物細胞生産制御実験センターを設置。
- 1990年（平成2年） 附属生物細胞生産制御実験センターを廃止。
- 1991年（平成3年） 附属農場古曾部温室部を花卉温室部に改組。
- 1995年（平成7年） 附属農業簿記研究施設を廃止。
- 1996年（平成8年） 附属植物生殖質研究施設を廃止。
- 1997年（平成9年） 附属農薬研究施設を廃止。

1995（平成7）年度から1997（平成9）年度にかけて、大学院重点化から、大学科制を柱とする学部改組と、専攻の再編整備を行う。
- 1998年（平成10年） 附属農場・附属演習林・附属亜熱帯植物実験所・附属牧場・附属水産実験所を大学院研究科の附属施設に再編。
- 2003年（平成15年） 農学研究科附属施設の演習林、亜熱帯植物実験所および水産実験所を全学共同利用として設置のフィールド科学教育研究センターへ移行。
- 2016年（平成28年） 附属農場を大阪府高槻市から京都府木津川市に移転する。

## 教育と研究

### 組織

#### 農学部
資源生物科学科
1923年（大正12年）、農学部発足時に、農作園芸学科、農林生物学科開設。1925（大正14）年に農林園芸学科を農学科に改称。
1947年（昭和22年）、水産学科設置。1972年（昭和47年）、畜産学科設置。1995年（平成7年）、農学部10学科を3学科に改組、生物生産科学科開設。資源生物科学コース、生産システム学コースに。2001年の学部再改組・専攻再編整備で資源生物科学科に移行。
- 資源植物グループ - 作物学分野｜育種学分野｜蔬菜花卉園芸学分野｜果樹園芸学分野｜栽培システム学分野｜植物生産管理学分野｜植物遺伝学分野｜植物生理学分野｜栽培植物起原学分野｜品質評価学分野｜品質設計開発学分野｜
- 資源動物グループ - 動物遺伝育種学分野｜生殖生物学分野｜動物栄養科学分野｜生体機構学分野｜畜産資源学分野｜生物資源情報科学分野｜
- 海洋生物グループ - 海洋生物環境学分野｜海洋生物増殖学分野｜海洋分子微生物学分野｜海洋環境微生物学分野｜海洋生物生産利用学分野｜海洋生物機能学分野｜
- 生産環境グループ - 雑草学分野｜熱帯農業生態学分野｜土壌学分野｜植物病理学分野｜昆虫生態学分野｜昆虫生理学分野｜微生物環境制御学分野｜生態情報開発学分野｜

応用生命科学科
1923年（大正12年）、農学部発足時に、農林化学科開設。1953年（昭和28年）、農林化学科を農芸化学科に改称。1995年（平成7年）、農学部10学科を3学科に改組、生物機能科学科応用生命科学コースに。2001年の学部再改組・専攻再編整備で応用生命科学科に移行。
下記応用生命科学専攻を参照。
食品生物科学科
1967年に農芸化学科のうち2講座（栄養化学、農産製造学）と新設4講座（食品化学、微生物生産学、農業分析学、酵素化学）によって食品工学科を新設。1995年の農学部改組で農芸化学科、食品工学科、林産工学科を母体として応用生命科学と生物材料科学コースをもつ生物機能科学科に改組。このとき旧農芸化学科と食品工学科で応用生命科学コース、旧林産工学科で生物材料科学コースとした。2001年の学部再改組・専攻再編整備で食品生物科学科に移行。
下記食品生物科学専攻を参照。
地域環境工学科
1923年の学部創設の当初からある工学系の学科で当時は農林工学科と称した。後に農業に特化した工学系学科として農業工学科に1953年（昭和28年）改称。1995年（平成7年）、農学部10学科を3学科に改組し生産環境科学科開設。地域環境創造学コースに。2001年の学部再改組・専攻再編整備で地域環境工学科に移行。現在の学科名に。
- 水・土・緑 系 - 施設機能工学分野｜水資源利用工学分野｜水環境工学分野｜農村計画学分野
- 食料・エネルギー系 - 農業システム工学分野｜フィールドロボティクス分野｜生物センシング工学分野

食料・環境経済学科
1923年（大正12年）、農学部発足時に、農林経済学科開設。1995年（平成7年）、農学部10学科を3学科に改組。生産環境科学科生物資源経済学コースに。2001年の学部再改組・専攻再編整備で食料・環境経済学科に移行。
下記の生物資源経済学専攻を参照。
森林科学科
1923年（大正12年）、農学部発足時に、林学科開設。1965年（昭和40年）、林産工学科設置。1995年（平成7年）、農学部10学科を3学科に改組。旧林学科は生産環境科学科地域環境創造学コースへ。林産工学科は生物機能科学科生物材料科学コースに。2001年の学部再改組・専攻再編整備で森林科学科に移行。
- 森林科学専攻共通 - 森林・人間関係学分野｜森林利用学分野｜森林生物学分野｜環境デザイン学分野（造園学）｜山地保全学分野（旧砂防学）｜生物材料設計学分野｜林産加工学分野｜生物繊維学分野｜樹木細胞学分野｜複合材料化学分野｜生物材料化学分野｜
- フィールド科学教育研究センター - 森林情報学分野｜森林育成学分野
- 地域環境科学専攻 - 森林水文学分野（旧砂防学）｜森林生化学分野
- （エネルギー科学研究科）エネルギーエコシステム学分野
- （情報学研究科社会情報学専攻）生物圏情報学分野

#### 農学研究科
農学専攻
1948年（昭和23年）、農学研究科発足時に農学専攻開設。1997年（平成9年）、農学専攻を再編整備
次の教育研究分野を擁している。
- 作物学分野
- 育種学分野
- 蔬菜花卉園芸学分野
- 果樹園芸学分野
- 雑草学分野
- 栽培システム学分野
- 品質設計開発学分野
- 品質評価学分野
- 植物生産管理学分野

応用生命科学専攻
1948（昭和23年）、農学研究科発足時に農芸化学専攻開設。1997年（平成9年）、応用生命科学専攻設置
次の教育研究分野（1寄付講座を含む）を擁している。
（学部と共通）
- 細胞生化学分野
- 生体高分子化学分野
- 生物調節化学分野
- 化学生態学分野
- 植物栄養学分野
- 発酵生理及び醸造学分野
- 制御発酵学分野
- 生体機能化学分野
- 生物機能制御化学分野
- 応用構造生物学分野
- エネルギー変換細胞学分野
- 全能性統御機構学分野（分子細胞育種学）
- 遺伝子特性学分野（植物分子生物学）

（大学院）
- 生体触媒化学分野
- 分子微生物科学分野
- 森林圏遺伝子統御分野
- 森林代謝機能化学分野
- バイオマス変換分野
- 産業微生物学講座（寄付講座）
- 土壌学分野／地球環境学堂 陸域生態系管理論分野

応用生物科学専攻
1948年（昭和23年）、農学研究科発足時に農林生物学専攻、水産学専攻開設。1976年（昭和51年）に畜産学専攻開設。1996年（平成8年）、応用生物科学専攻設置（再編整備）
農林生物学専攻、畜産学専攻および水産学専攻の流れを汲む専攻。次の教育研究分野（1協力分野を含む）を擁している。
- 資源植物科学講座 - 植物遺伝学分野｜栽培植物起原学分野
- 動物遺伝増殖学講座 - 動物遺伝育種学分野｜生殖生物学分野
- 海洋生物資源学講座 - 海洋生物環境学分野｜海洋生物増殖学分野
- 植物保護科学講座 - 植物病理学分野｜昆虫生態学分野｜昆虫生理学分野
- 動物機能開発学講座 - 動物栄養科学分野｜生体機構学分野｜畜産資源学分野
- 海洋微生物学講座 - 海洋分子微生物学分野｜海洋環境微生物学分野
- 海洋生物生産学講座 - 海洋生物生産利用学分野｜海洋生物機能学分野｜里海生態保全学分野 - 舞鶴水産実験所

地域環境科学専攻
1948年（昭和23年）、農学研究科発足時に農業工学専攻開設。1995年（平成7年）、地域環境科学専攻設置（再編整備）
以下の講座（協力講座1（放射線管理学講座）を含む）と分野から構成
（農学森林学・農業生物学）
- 比較農業論講座 - 比較農業論分野｜生物環境科学講座｜森林生態学分野｜森林水文学分野｜森林生化学分野
- 生産生態科学講座 - 熱帯農業生態学分野｜土壌学分野｜微生物環境制御学分野｜生態情報開発学分野

（農業工学）
- 地域環境開発工学講座 - 施設機能工学分野｜水資源利用工学分野
- 地域環境管理工学専攻 - 水環境工学分野｜農村計画学分野
- 生物生産工学講座 - 農業システム工学分野｜フィールドロボティクス分野｜生物センシング工学分野
- 放射線管理学講座 - 放射線管理学分野

生物資源経済学専攻
1948年（昭和23年）、農学研究科発足時に農林経済学専攻開設。1995年（平成7年）、生物資源経済学専攻設置（再編整備）
以下の講座（寄附講座2を含む）と分野から構成
- 農業食料組織経営学分野
- 経営情報会計学分野
- 地域環境経済学分野
- 食料・環境政策学分野
- 森林経済政策学分野
- 国際農村発展論分野
- 比較農史学分野
- 農学原論分野

食品生物科学専攻
1971年に旧食品工学科6講座（栄養化学、農産製造学、食品化学、微生物生産学、農業分析学、酵素化学）と食糧科学研究所の3部門（食糧貯蔵加工、食糧化学、食品分析）を母体に、食品工学専攻を開設。その後、食糧科学研究所の3部門（食糧安全性、応用微生物、たんぱく食糧）が順次加わる。1997年、食品工学専攻から応用生命科学専攻に改組移行。2001年に応用生命科学専攻の中の旧食品工学科4分野（栄養化学、農産製造学、農業分析学、酵素化学）と旧食糧科学研究所4分野（食品機能調節、分子食糧、機能食糧、食糧安全利用）を母体に食品生物科学専攻に改組。旧食品工学科2分野（食品化学、微生物生産学）は生命科学研究科の方に統合。
以下の講座と分野から構成
- 食品生命科学講座 - 酵素化学分野｜食品化学分野｜生命有機化学分野
- 食品健康科学講座 - 栄養化学分野｜食品分子機能学分野｜食品生理機能学分野
- 食品生産工学講座 - 農産製造学分野｜生物機能変換学分野

森林科学専攻
1948年（昭和23年）、農学研究科発足時に林学専攻開設。1969年（昭和44年）に林産工学専攻を開設。1996年（平成8年）、林学専攻、林産工学専攻を母体に森林科学専攻開設。
次の教育研究分野を擁している。
（学部と共通）
- 森林・人間関係学分野
- 森林利用学分野
- 森林生物学分野
- 環境デザイン学分野（造園学）
- 山地保全学分野
- 生物材料設計学分野
- 林産加工学分野
- 生物繊維学分野
- 樹木細胞学分野
- 複合材料化学分野
- 生物材料化学分野
- 森林育成学分野

（大学院）
- 熱帯林環境学分野

京都大学生存圏研究所
- 森林科学
  - バイオマス形態情報分野
  - 生物機能材料分野
  - 循環材料創成分野
  - 居住圏環境共生分野
  - 生活圏構造機能分野

#### 附属施設

##### フィールド科学教育研究センター
通称、フィールド研。2003年4月に設置された学内共同教育研究施設。もともとは大学院の農学研究科と理学研究科に附属していた全国10カ所に散らばる9施設をフィールド科学の名の下に組織統合したもの。
2008年度に陸域海域統合管理学研究部門を設置。2012年、京都大学学際融合教育研究推進センターに森里海連環学教育ユニットを設置。2018年、森里海連環学教育ユニットを森里海連環学教育研究ユニットに改組。
（農学研究科森林科学専攻、応用生物科学専攻里海生態保全学分野）
- 教育研究部森林生態系部門 - 森林情報学分野｜森林育成学分野
  - 管理技術部森林フィールド管理部門｜森林ステーション - 芦生研究林、北海道研究林（以上、2015年度文部科学省教育関係共同利用拠点認定）のほか、和歌山研究林がある。
  - 管理技術部里域フィールド管理部門｜里域ステーション - 上賀茂試験地（以上、2015年度文部科学省教育関係共同利用拠点認定）や徳山試験地、北白川試験地がある。
- 教育研究部里域生態系部門里域生態保全学分野｜紀伊大島実験所
- 教育研究部里域生態系部門里海生態保全学分野｜舞鶴水産実験所（2011年度、文部科学省教育関係共同利用拠点認定）

（農学研究科応用生物科学専攻海洋生物資源学講座海洋生物環境学分野、理学研究科海洋生物学分科、地球環境学堂・学舎水域生物環境論分野）
- 教育研究部海洋生態系部門基礎海洋生物学分野｜瀬戸臨海実験所（2011年度、文部科学省教育関係共同利用拠点認定）瀬戸臨海実験所には水族館がある。
- 教育研究部海洋生態系部門海洋生物環境学分野
  - 管理技術部水域フィールド管理部門|海域ステーション（舞鶴と瀬戸実験所）

### 研究
21世紀COEプログラム
- 2003年
学際、複合、新領域[1]
  - 「微生物機能の戦略的活用による生産基盤拠点」（農学研究科応用生命科学専攻）
- 2004年
革新的な学術分野[2]
  - 「昆虫科学が拓く未来型食料環境学の創生」（農学研究科応用生物科学専攻）

## 同窓会
いずれも組織に所属していた大学院生・学部学生・研究生等、元教員、ならびに、現在所属している大学院生・学部学生、教員等からなる同窓会。農学部の教職員と学生、卒業生を構成員とする学内団体。
- 四明會 - 農学部が創設されて間もなくの1924年（大正13年）9月に発足。会の名称は農学部構内からよく見える比叡山の峰の一つである四明ヶ嶽からきている。
- はくび会 - 応用生物科学専攻応用動物系各分野の同窓会
- カトレア会 - 応用生物科学専攻畜産系の同窓会
- かすみ会 - 畜産学科ならびに京都大学農学研究科畜産学専攻の同窓会
- 中陽会 - 食品工学科の設立を機に昭和42年発足した同窓会組織